# Karancsberény
Karancsberény è un comune dell'Ungheria di 995 abitanti (dati 2001). È situato nella contea di Nógrád.